# Vận Thành, Hà Trạch
Vận Thành (giản thể: 郓城; phồn thể: 鄆城; bính âm: Yùnchéng) là một huyện của địa cấp thị Hà Trạch, tỉnh Sơn Đông, Trung Quốc. Trên địa bàn huyện có tuyến quốc lộ 220 chạy qua.

### Trấn
| - Vận Thành (郓城镇) - Hoàng An (黄安镇) - Dương Trang (杨庄集镇) - Hầu Yết Tập (侯咽集镇) | - Vũ An (武安镇) - Quách Đồn (郭屯镇) - Đinh Lý Trưởng (丁里长镇) - Ngọc Hoàng Miếu (玉皇庙镇) | - Trình Đồn (程屯镇) - Tùy Quan Đồn (随官屯镇) - Trường Doanh (张营镇) - Phan Độ (潘渡镇) |

### Hương
| - Song Kiều (双桥乡) - Đường Miếu (唐庙乡) - Nam triệu Lâu (南赵楼乡) - Hoàng Đôi Tập (黄堆集乡) - Hoàng Tập (黄集乡) | - Lý Tập (李集乡) - Trương Lỗ Tập (张鲁集乡) - Thủy Bảo (水堡乡) - Trần Pha (陈坡乡) |